# Сербізація
Сербізація (сербохорв. srbizacija/србизација або сербохорв. posrbljavanje/посрбљавање, англ. Serbianisation, амер. англ. Serbianization, англ. Serbification, алб. serbizimi, болг. сърбизация або болг. посръбчване, мак. србизација, рум. serbificare) — політичне просування і впровадження сербської мови, культури, ідеології серед інших, сусідніх сербам, народів як усередині, так і за межами Сербії (Хорватії, Словенії, Боснії і Герцеговини, Македонії, Косова, Воєводини, зокрема серед воєводинських русинів) шляхом або соціальної інтеграції, або культурної асиміляції (в тому числі насильницької).

## Історія
Коли 19 грудня 1991 р. на відірваних від Хорватії землях було проголошено Республіку Сербська Країна, це самопроголошене державне утворення, сповідуючи принципи «Великої Сербії», теж проводило сербізацію несербського населення захоплених територій.

## Мовний аспект
Після розпаду Югославії її офіційна мова сербохорватська розпалася на окремі офіційні мови, а цей процес відносно сербської мови охоплював сербізацію її лексики.